# She Doesn't Mind
Singles de Sean Paul
Got 2 Luv U
(2011) Hold On
(2012)
She Doesn't Mind est une chanson interprétée par Sean Paul sortie en 2011. Le single est sorti le 29 octobre 2011 sur la radio française Skyrock puis en téléchargement digital le 31 octobre 2011. Le clip vidéo est en ligne sur Youtube depuis le 25 novembre 2011, dirigé par Evan Winter.

## Classement hebdomadaire
| Classement (2011)                       | Meilleure position |
| --------------------------------------- | ------------------ |
| Allemagne (Media Control AG)            | 2                  |
| Australie (ARIA)                        | 46                 |
| Autriche (Ö3 Austria Top 40)            | 1                  |
| Belgique (Flandre Ultratop 50 Singles)  | 5                  |
| Belgique (Wallonie Ultratop 50 Singles) | 4                  |
| France (SNEP)                           | 3                  |
| France (Club 40)                        | 15                 |
| Norvège (VG-lista)                      | 5                  |
| Pays-Bas (Nederlandse Top 40)           | 21                 |
| Pays-Bas (Single Top 100)               | 31                 |
| Royaume-Uni (UK Singles Chart)          | 2                  |
| Suisse (Schweizer Hitparade)            | 1                  |
| Suède (Sverigetopplistan)               | 22                 |

### Certifications
| Pays             | Certifications | Vente   |
| ---------------- | -------------- | ------- |
| Allemagne (BVMI) | 3 × Or         | 450 000 |
| Autriche (IFPI)  | Or             | 15 000  |
| Danemark (IFPI)  | Platine        | 30 000  |
| Suisse (IFPI)    | 2 × Platine    | 60 000  |

## Historique de sortie
| Pays        | Date              | Format                      | Label    |
| ----------- | ----------------- | --------------------------- | -------- |
| France      | 29 octobre 2011   | Radio diffusion sur Skyrock | Atlantic |
| France      | 31 octobre 2011   | Téléchargement digital      | Atlantic |
| États-Unis  | 1er novembre 2011 | Téléchargement digital      | Atlantic |
| Canada      | 1er novembre 2011 | Téléchargement digital      | Atlantic |
| Suède       | 9 novembre 2011   | Téléchargement digital      | Atlantic |
| Belgique    | 18 novembre 2011  | Téléchargement digital      | Atlantic |
| Luxembourg  | 18 novembre 2011  | Téléchargement digital      | Atlantic |
| Pays-Bas    | 18 novembre 2011  | Téléchargement digital      | Atlantic |
| Suisse      | 9 décembre 2011   | Téléchargement digital      | Atlantic |
| Finlande    | 2 janvier 2012    | Téléchargement digital      | Atlantic |
| Norvège     | 2 janvier 2012    | Téléchargement digital      | Atlantic |
| États-Unis  | 31 janvier 2012   | Radio diffusion             | Atlantic |
| Royaume-Uni | 5 mars 2012       | Téléchargement digital      | Atlantic |